# Ái Quốc (phường)
Ái Quốc là một phường thuộc thành phố Hải Phòng, Việt Nam.

## Địa lý
Phường Ái Quốc có vị trí địa lý:
- Phía bắc giáp xã An Phú.
- Phía tây giáp phường Nam Đồng và xã Nam Sách.
- Phía nam giáp xã Hà Tây.
- Phía đông giáp xã Lai Khê và xã Hà Bắc.

Trên địa bàn phường có Quốc lộ 5, Quốc lộ 37 và tuyến đường sắt Hà Nội – Hải Phòng chạy qua.

## Lịch sử
Trước đây, Ái Quốc là một xã thuộc huyện Nam Sách, tỉnh Hải Dương.
Ngày 19 tháng 3 năm 2008, xã Ái Quốc được sáp nhập vào thành phố Hải Dương.
Ngày 29 tháng 12 năm 2013, Chính phủ ban hành Nghị quyết số 138/NQ-CP. Theo đó, thành lập phường Ái Quốc trên cơ sở toàn bộ 819,29 ha diện tích tự nhiên và 12.033 người của xã Ái Quốc.
Ngày 12 tháng 6 năm 2025, Quốc hội ban hành Nghị quyết số 202/2025/QH15 về việc sắp xếp đơn vị hành chính cấp tỉnh (nghị quyết có hiệu lực từ ngày 12 tháng 6 năm 2025). Theo đó, sáp nhập tỉnh Hải Dương vào thành phố Hải Phòng. Phường Ái Quốc thuộc thành phố Hải Phòng.
Ngày 16 tháng 6 năm 2025, Ủy ban Thường vụ Quốc hội bàn hành Nghị quyết sắp xếp các đơn vị hành chính cấp xã thuộc thành phố Hải Phòng năm 2025. Theo đó, sắp xếp toàn bộ diện tích tự nhiên, quy mô dân số của phường Ái Quốc, xã Quyết Thắng và một phần diện tích tự nhiên của xã Hồng Lạc thành phường mới có tên gọi là phường Ái Quốc.
Căn cứ theo đề án sắp xếp đơn vị hành chính cấp xã của thành phố Hải Phòng năm 2025, phường Ái Quốc được thành lập từ:
- Toàn bộ diện tích tự nhiên là 8,34 km², quy mô dân số là 13.336 người của phường Ái Quốc;
- Toàn bộ diện tích tự nhiên là 8,98 km², quy mô dân số là 11.400 người của xã Quyết Thắng;
- Một phần diện tích tự nhiên là 0,28 km² của xã Hồng Lạc thuộc huyện Thanh Hà.

Phường Ái Quốc có diện tích là 17,60 km² (đạt 319,93% so với tiêu chuẩn) và quy mô dân số là 24.736 người (đạt 117,79 % so với tiêu chuẩn).